# 托羅山脈

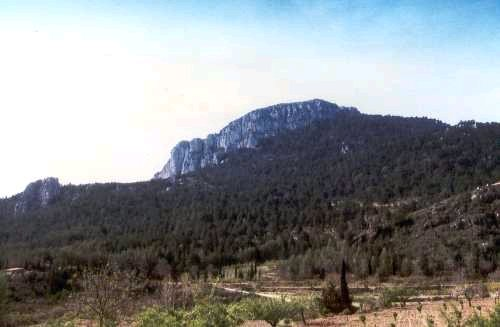

39°56′41″N 0°47′47″W / 39.94472°N 0.79639°W
托羅山脈（西班牙語：Sierra del Toro），是西班牙的山脈，位於阿拉貢自治區，處於哈瓦蘭布雷山脈，屬於伊比利亞山脈的一部分，最高點海拔高度1,616米，山體由石灰岩組成。